# Iphigénie en Tauride

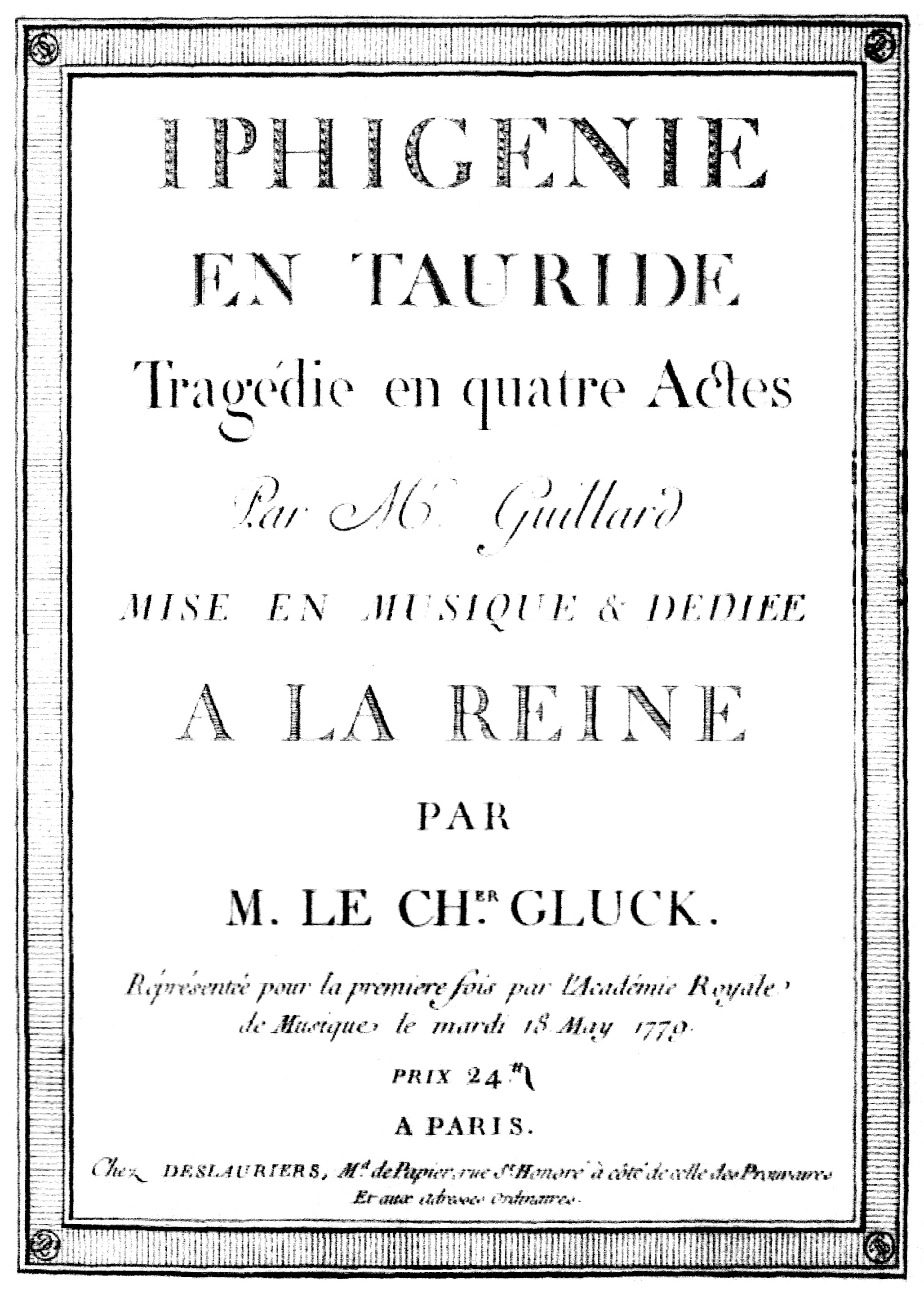

Iphigénie en Tauride (tiếng Việt: Iphigénie ở Tauride) là vở opera 4 màn của nhà soạn nhạc người Đức Christoph Willibald Gluck. Tác giả lời hát của vở opera là Nicolas-François Guillard. Lời hát được viết dựa theo vở kịch của G. de la Touche. Tác phẩm của Gluck được trình diễn lần đầu tiên tại Paris vào năm 1778.